# Cantó de Mont-Saint-Aignan
El cantó de Mont-Saint-Aignan és un cantó francès del departament del Sena Marítim, situat al districte de Rouen. Té 2 municipis i el cap és Mont-Saint-Aignan.

## Municipis
- Déville-lès-Rouen
- Mont-Saint-Aignan

## Història
| Data d'elecció                           | Identitat      | Partit | Qualitat |
| ---------------------------------------- | -------------- | ------ | -------- |
| 1982-2004                                | Gérard Simon   | RPR    |          |
| 2004-                                    | Pierre Léautey | PS     |          |
| les dades anteriors no són pas conegudes |                |        |          |
|                                          |                |        |          |

## Demografia
| A partir de 1990: Població sense dobles comptes |